# 빌 굿윈

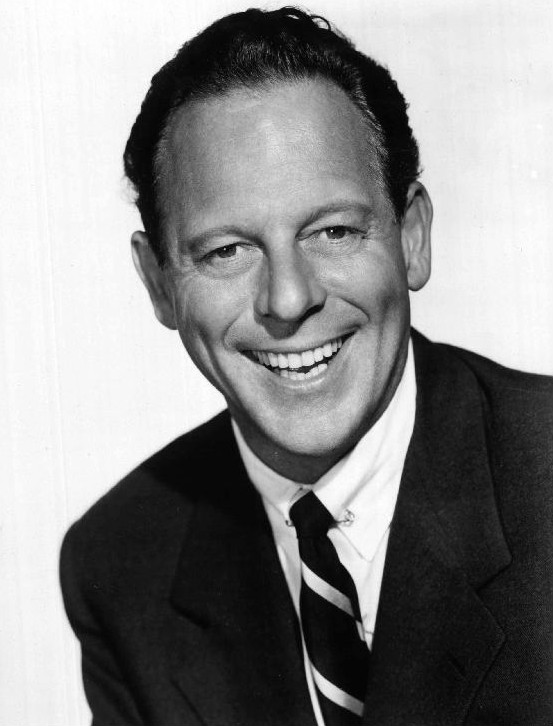

빌 굿윈(Bill Goodwin, 1910년 7월 28일 ~ 1958년 5월 9일)은 미국의 배우, 텔레비전 배우, 영화배우이다.
샌프란시스코에서 태어났으며 팜스프링스에서 사망하였다. 사인은 심근 경색이다.  데저트 메모리얼 파크에 매장되었다.

## 영화
- 아퍼짓 섹스 (1956년)
- 번들 오브 조이 (1956년)
- 럭키 미 (1954년)
- 티 포 투 (1950년)
- 이츠 어 그레이트 필링 (1949년)
- 졸슨 스토리 2 (1949년)
- 소 디스 이즈 뉴욕 (1948년)
- 졸슨 스토리 (1946년)
- 그들에겐 각자의 몫이 있다 (1946년)
- 스토크 클럽 (1945년)
- 스펠바운드 (1945년)
- 수영하는 미녀 (1944년)
- 웨이크 아일랜드 (1942년)